# Pendaison
Cet article possède un paronyme, voir Bandaison.
 (décembre 2019).
Si vous disposez d'ouvrages ou d'articles de référence ou si vous connaissez des sites web de qualité traitant du thème abordé ici, merci de compléter l'article en donnant les références utiles à sa vérifiabilité et en les liant à la section « Notes et références ».

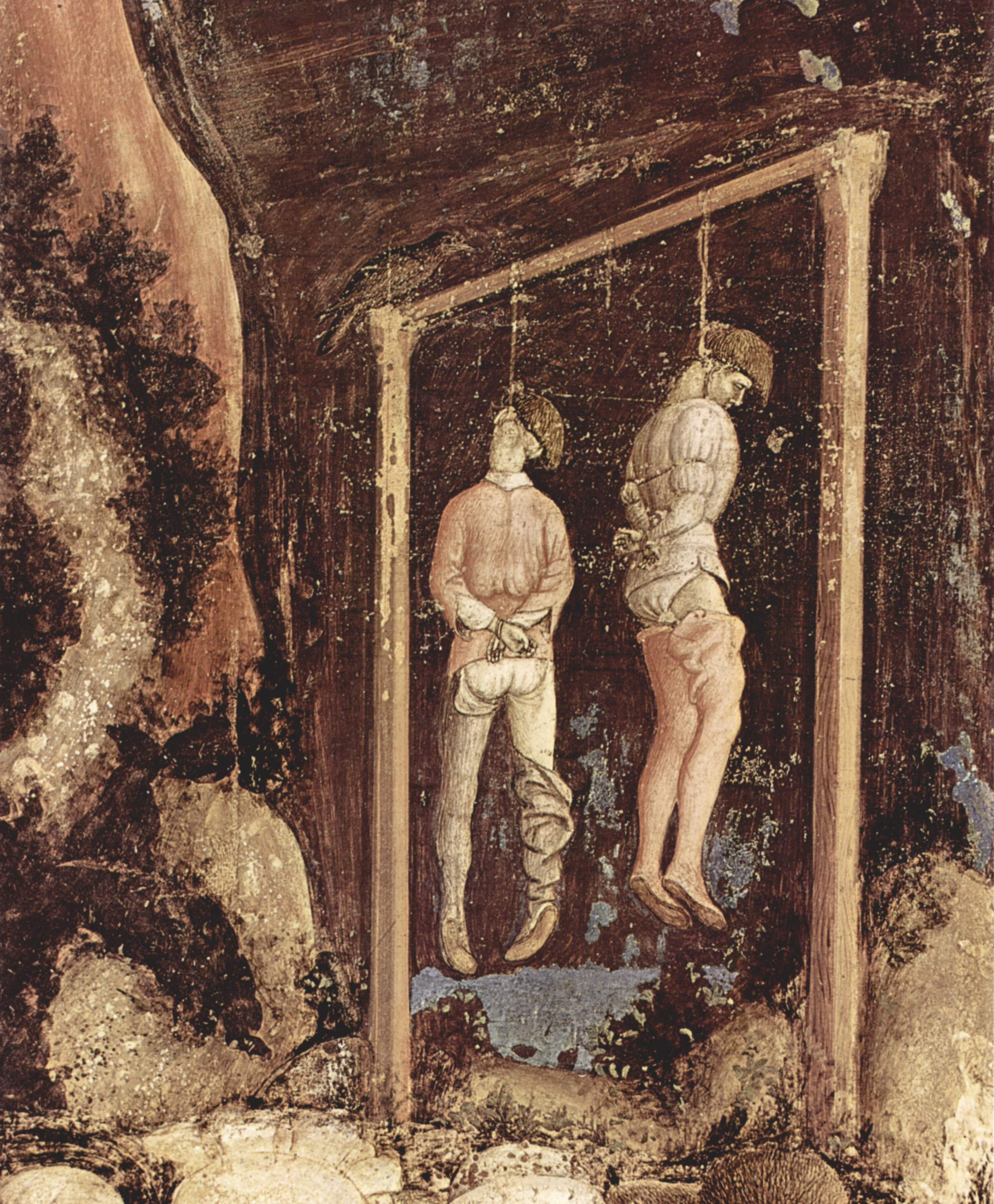
Détail d'une fresque de l'église Sant'Anastasia de Vérone peinte par Pisanello, 1436–1438

La pendaison est le fait de suspendre une personne, au moyen généralement d'une corde, mais aussi parfois de chaînes, par le cou ou par d'autres parties du corps, soit à des fins de torture, soit en guise de peine de mort, soit dans un but de suicide. Elle entraîne une rupture du cou ou une suffocation, une impossibilité de respirer et enfin la mort. La pendaison peut également être accidentelle : parachutiste tombant dans un arbre, personne faisant une chute et s'entortillant dans un lien, accident de fil de pêche, etc.
En tant que moyen d'homicide, celui-ci est attesté dans la plupart des civilisations, car il entraîne une mort rapide, facile et sans aucune effusion de sang. Dans le cas des condamnations à mort, la pendaison a un aspect exemplaire car elle se pratiquait en public et le corps restait sur le lieu de la pendaison plusieurs jours accroché à son gibet.
De nos jours, la pendaison est utilisée dans le cas de suicide, de peine capitale (au Japon et dans la cité-état de Singapour) et de meurtre (l'homicide pouvant être maquillé en suicide).

## Traumatologie

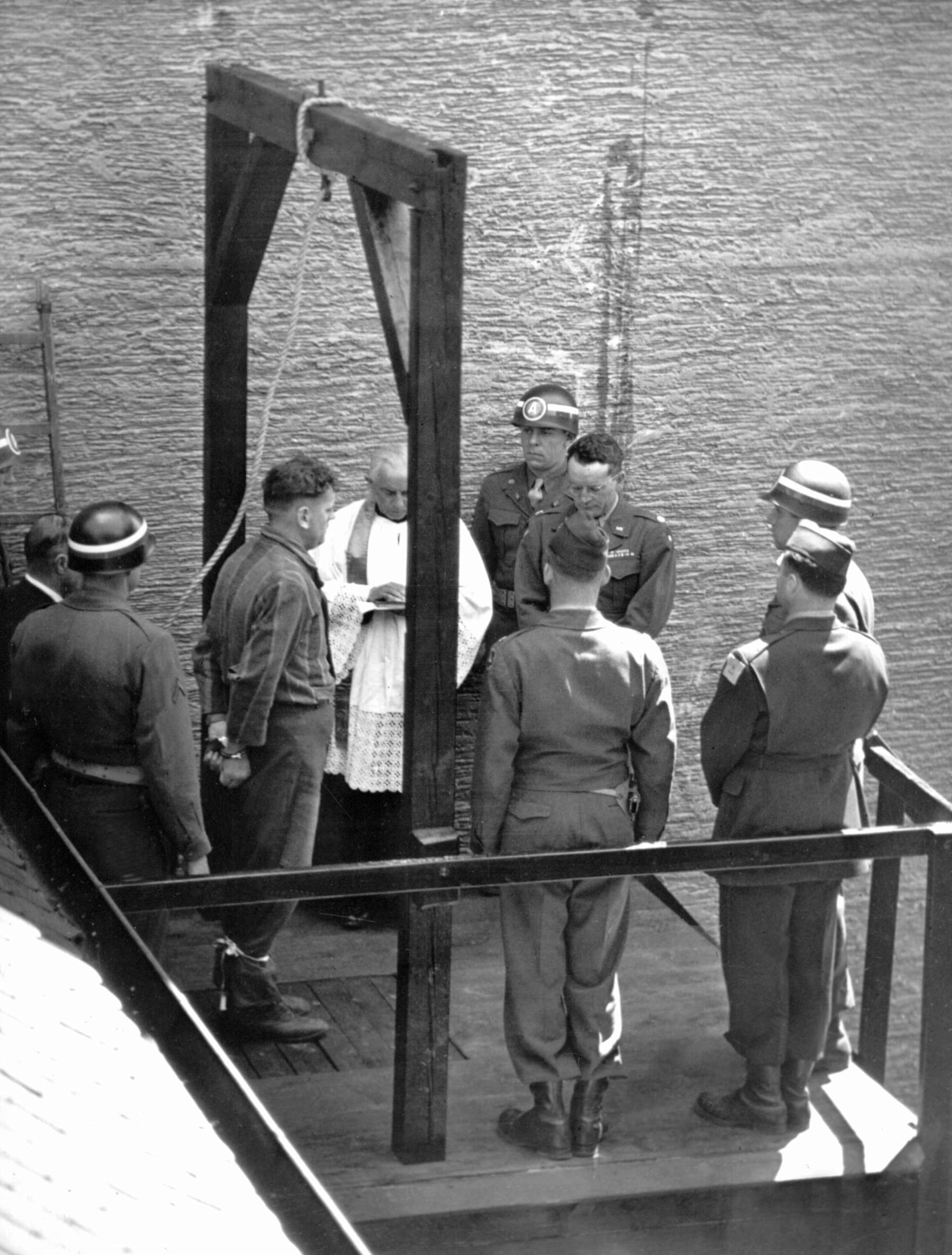
Exécution d'un criminel de guerre en Allemagne en 1946. Il s'agit d'une pendaison de type « long drop ». Les autorités d'occupation considéraient que les nazis ne méritaient pas l'honneur du peloton d'exécution. Le prêtre est Karl Morgenschweis.

### Pendaison par le cou
Deux mécanismes peuvent intervenir en cas de pendaison par le cou : pendaison avec chute ou pendaison sans chute.

#### Pendaison avec chute
Dans le cas de la pendaison avec chute (technique du Long drop), l'arrêt net de la chute par la corde provoque une rupture des vertèbres cervicales ; l'arrachement de l'extrémité supérieure de la moelle épinière (le tronc cérébral) provoque une atteinte des centres nerveux qui commandent la respiration et certaines fonctions cardiaques, entraînant l'arrêt brutal de leur fonctionnement d'où une perte de conscience quasi instantanée ; le cœur peut en revanche continuer de battre un moment.

#### Pendaison sans chute
Dans le cas de la pendaison sans chute (ou de faible hauteur), le mécanisme de la pendaison est la strangulation, la compression du cou entraînant selon le niveau de pression exercé :
- la compression des veines jugulaires, empêchant le retour du sang depuis la tête vers le cœur, d'où un œdème et une cyanose visibles au niveau de la face et de la langue, et un œdème cérébral entraînant une perte de connaissance assez lente suivie d'un décès assez tardif,
- la compression des artères carotides entraîne une ischémie cérébrale qui se traduit par une perte de connaissance rapide. Un cas particulier est la compression sur ces artères de capteurs de pression (les « glomi ») qui entraîne un ralentissement extrême et immédiat du cœur jusqu'à la syncope et l'arrêt cardiaque,
- la compression des voies aériennes nécessite une très forte pression, et l'écrasement de la trachée est une éventualité rare, cette dernière étant protégée par des anneaux de cartilage. Plus fréquemment, c'est la base de la langue, repoussée par le lien, qui vient obstruer le carrefour des voies aériennes et digestives. S'ensuit une asphyxie du sujet.

On distingue :
- les pendaisons complètes : les pieds sont au-dessus du sol ;
- les pendaisons incomplètes : les pieds touchent le sol.

### Premiers secours
Pour sauver une personne qui vient de se pendre, il convient dans l'idéal d'utiliser la méthode suivante :
- une personne soutient la victime sous les bras et la soulève pour relâcher la tension de la corde ;
- une autre personne desserre la corde ou la coupe ;
- la victime est allongée au sol en essayant de maintenir la tête dans l'axe du dos, par exemple la personne qui a desserré la corde maintient la tête durant la manœuvre.

Il convient de faire attention au risque de chute de la victime, qui peut provoquer des traumatismes secondaires et à la mobilisation du cou en cas de traumatisme cervical.

## Histoire

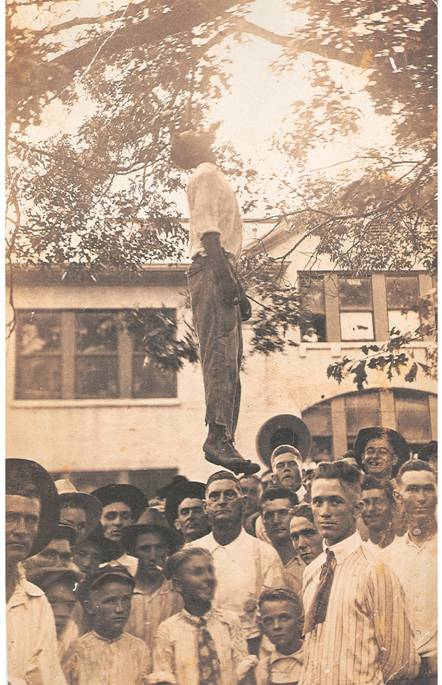
Photographie du lynchage de Lige Daniels, jeune garçon noir de 16 ans, accusé d'avoir tué une vieille femme blanche à Center, au Texas le 3 août 1920.

Avant le XIXe siècle, ce type de peine capitale consistait surtout à obtenir le trépas du condamné par strangulation due au poids de son propre corps, donc « jusqu'à ce que mort s'ensuive ».

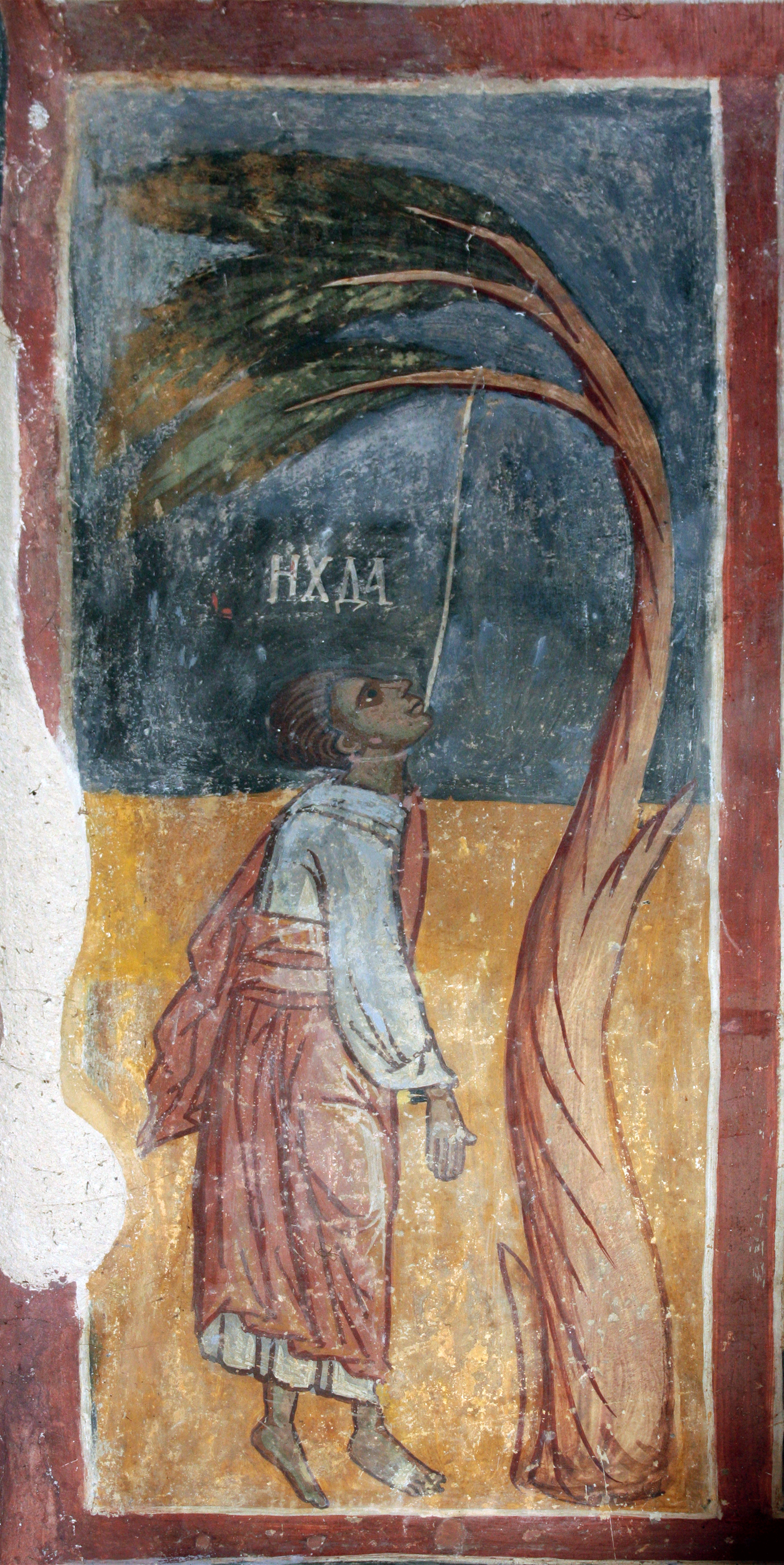
Fresque du XVIe siècle du monastère de Tarzhishte à Strupets en Bulgarie montrant Judas Iscariote qui se pend tel que décrit dans

Pour obtenir ce résultat, plusieurs procédés s'offraient aux bourreaux :
- le supplicié était très souvent amené à gravir une échelle en compagnie de son bourreau qui lui passait la corde au cou, puis le faisait basculer dans le vide ;
- une autre technique consistait à tout simplement hisser le condamné dans les airs[c] ;
- enfin, une dernière méthode faisait placer l'individu sur un support mobile que l'on faisait dérober sous ses pieds : une chute de 1,20 à 1,80 m, technique baptisée en anglais Short drop (en français : « petite chute ») ou Standard drop (« chute standard ») : une trappe qui s'ouvre (procédé utilisé dès 1783 en Angleterre), un cheval qu'on lançait au galop, une chaise que l'on faisait tomber[d] ;
- les soldats nazis avaient élaboré, pendant la Seconde Guerre mondiale, une technique de pendaison lente qui consistait à attacher l'une des jambes du supplicié afin qu'elle ne touche pas le sol, laissant à l'autre le soin de supporter à elle seule le poids du corps. La fatigue aidant, le condamné finissait par se pendre lui-même, après de longues heures de tourments. Cette technique fut notamment utilisée dans le hameau de la Mure sur la commune de Vassieux-en-Vercors contre les maquisards[1].

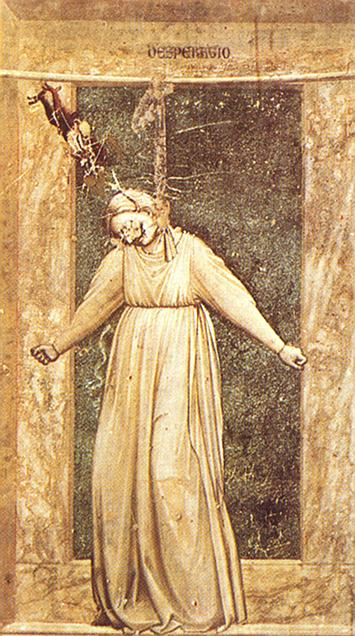
Le Désespoir (1305-1306), œuvre du peintre italien Giotto di Bondone, suicide par pendaison.

Depuis l'invention de la technique du Long drop, la pendaison consiste à laisser tomber le corps depuis une hauteur d'environ un à trois mètres, dans une trappe afin de fournir une force de 5 600 newtons (ou 572 kg/force) destinée à provoquer une brutale rupture des vertèbres cervicales (1re à 5e vertèbre) : la mort est dans ce cas instantanée. Mais on a relaté certaines exécutions durant lesquelles cette technique n'eut pas le résultat escompté : soit le condamné eut la tête arrachée à cause d'une trop grande énergie cinétique accumulée lors de la chute (corde trop longue), soit celui-ci fut tout simplement étranglé par le fait que cette énergie cinétique était trop faible (corde trop courte).

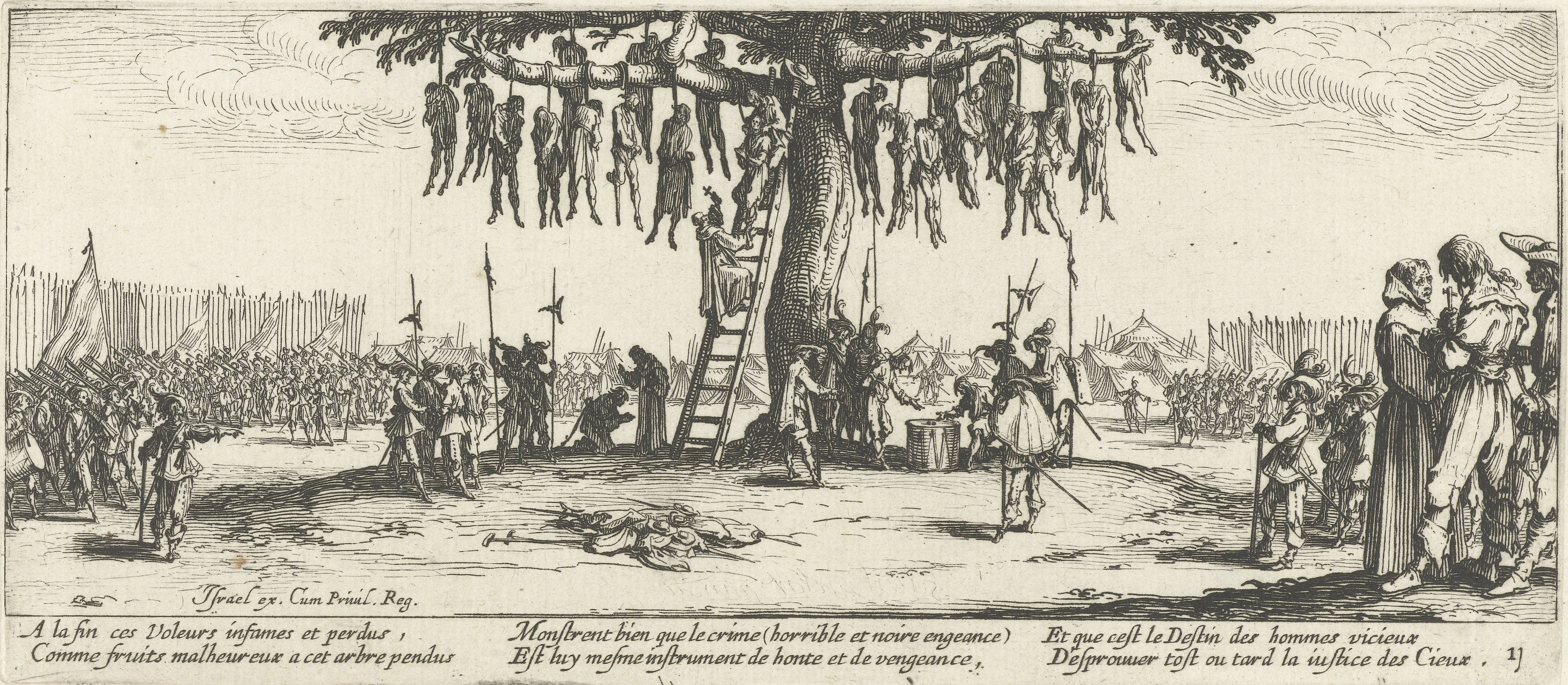
La Pendaison estampe de l'artiste lorrain Jacques Callot de la série Les Grandes Misères de la guerre (1633)

Pour ces raisons, la longueur de la corde était donc limitée en fonction du poids du supplicié. Au Royaume-Uni, le bourreau James Berry (1852-1913), successeur de William Marwood en mars 1884, a défini et mis en œuvre sa propre table (Official Table of Drops), application directe de la loi de la chute des corps,.

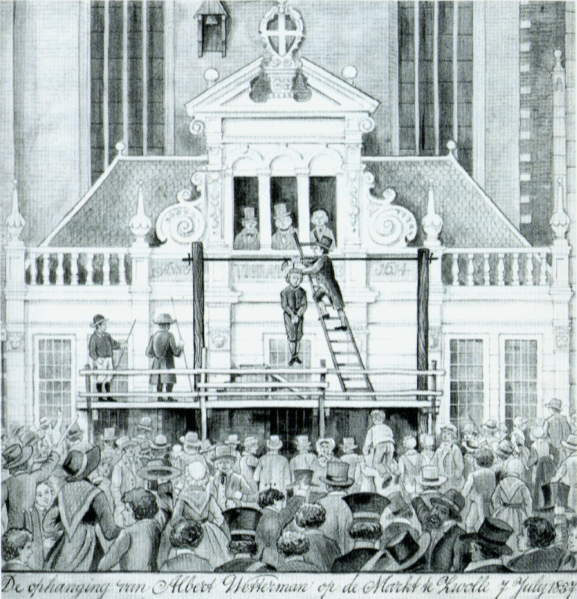
Pendaison d'Albert Wetterman sur la Grand-place de Zwolle aux Pays-Bas (1837)

Pour autant, ceci ne vaut que pour des cordes statiques (dites linéaires) dont l’élasticité est faible (2 ou 3 %) et non pour des cordes dynamiques comme on utilise en escalade et dont la capacité d’allongement est de l’ordre de 10 % et au-delà en cas de chute. Longtemps, des cordes de chanvre (souvent de mauvaise qualité) furent utilisées pour constituer le nœud coulant. L’Américain Georges Modelon, qui officia de 1874 à 1894, faisait fabriquer ses cordes sur mesure, utilisant du chanvre du Kentucky, qu’il faisait filer à Saint-Louis, tresser à Fort Smith et badigeonnait d’une mixture d’huile végétale pour la rendre plus glissante dans le nœud et moins élastique. Mais dans les années 1870, le Britannique William Marwood remplaça le nœud coulant par un anneau de cuivre, fixé sur une corde de chanvre particulièrement lisse et de grande qualité qu’il faisait venir d’Italie.

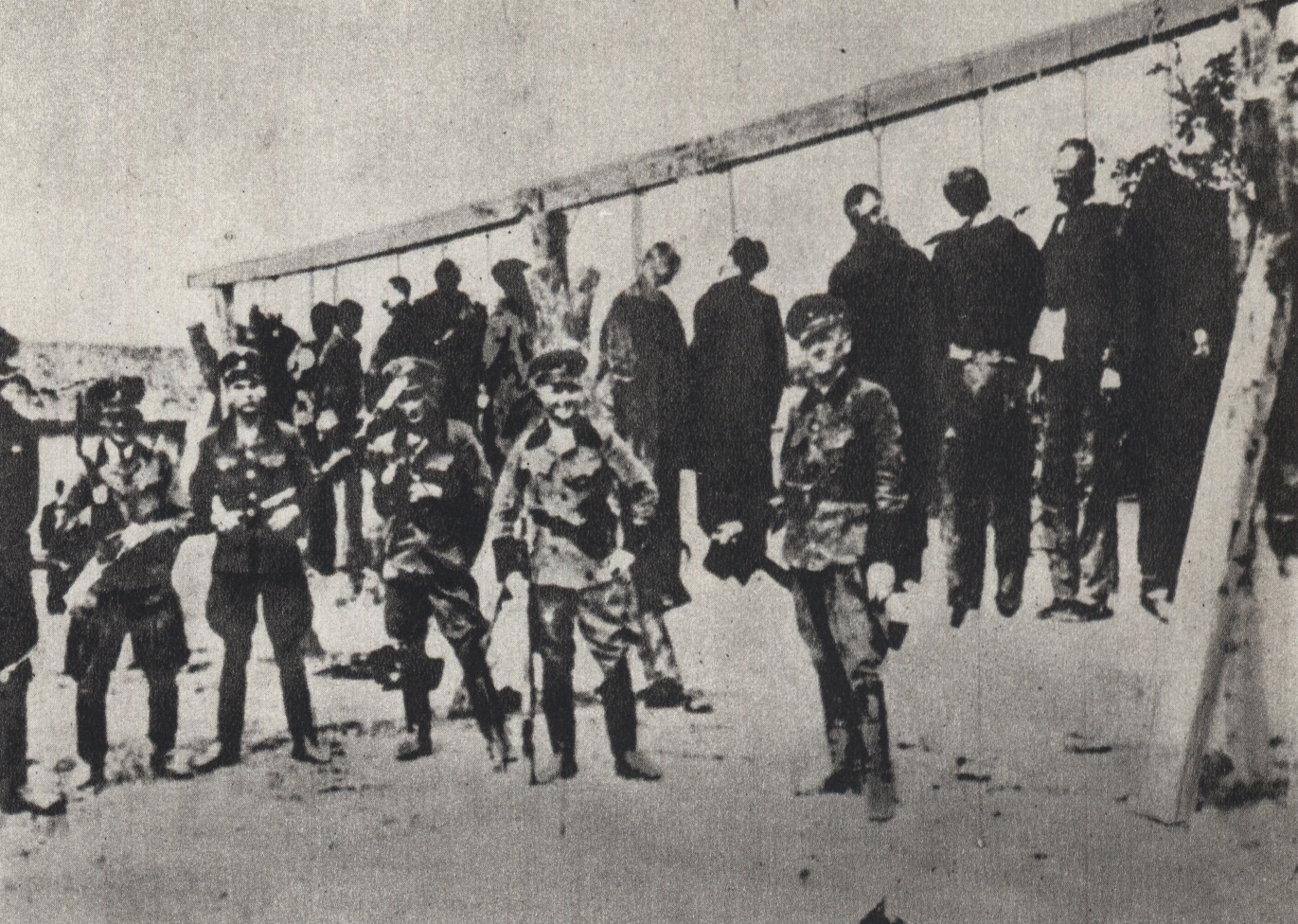
Exécution publique de citoyens polonais par les SS allemands, pendant l'occupation nazie de la Pologne.

À la prison de Wandsworth de Londres, un des principaux endroits où eurent lieu les pendaisons au Royaume-Uni, la salle d’exécution était en fait établie sur trois niveaux : à l’étage supérieur, la corde était attachée à une chaîne elle-même fixée à une immense poutre en chêne. À l’étage intermédiaire, se tenait le bourreau qui y réceptionnait le condamné. Enfin, l’étage inférieur (appelé aussi « fosse ») vers lequel le supplicié tombait dès que l’exécuteur avait actionné la trappe.

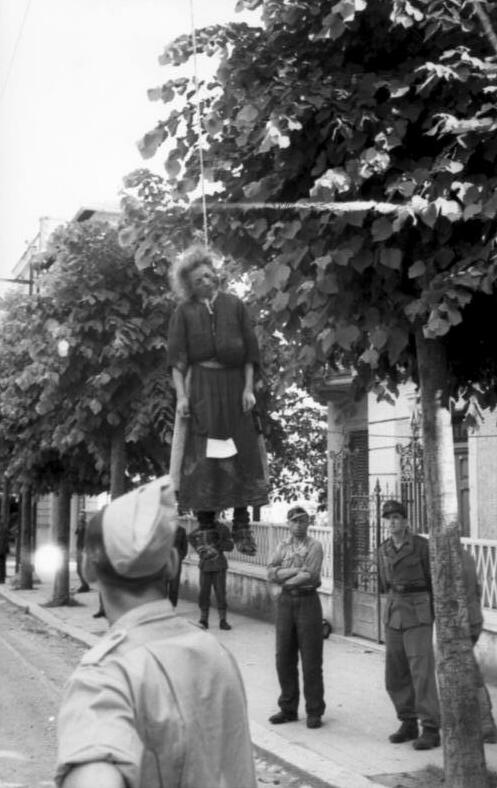
Femme pendue par les nazis à Rome (1944)

Au Royaume-Uni, la corde restait la propriété de l’administration pénitentiaire et était placée sous scellés entre les exécutions, de manière qu’elle ne fasse pas l’objet d’un commerce macabre, lié notamment aux superstitions sur les pendus.

## Imaginaire populaire
On a appelé longtemps échafauds, les échafaudages de construction. Ils furent appelés « chafauds » (du latin « catafalcum ») ou « échafauds », terme de sinistre mémoire, « échafaud » désignant aussi l'estrade où était placée la potence ou la guillotine dans les exécutions capitales. L'usage du terme échafaudage s'est généralisé au XIXe siècle à cause de l'association pernicieuse que faisait naître le mot échafaud dans les esprits ou pour oublier le désagréable souvenir des échafauds révolutionnaires.

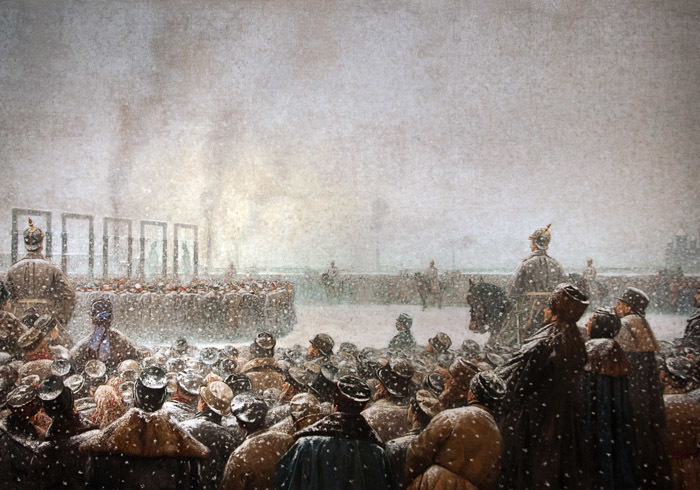
Vassili Vassiliévitch Verechtchaguine Peine des conspirateurs en Russie (1884—1885). Musée de l'histoire politique de la Russie

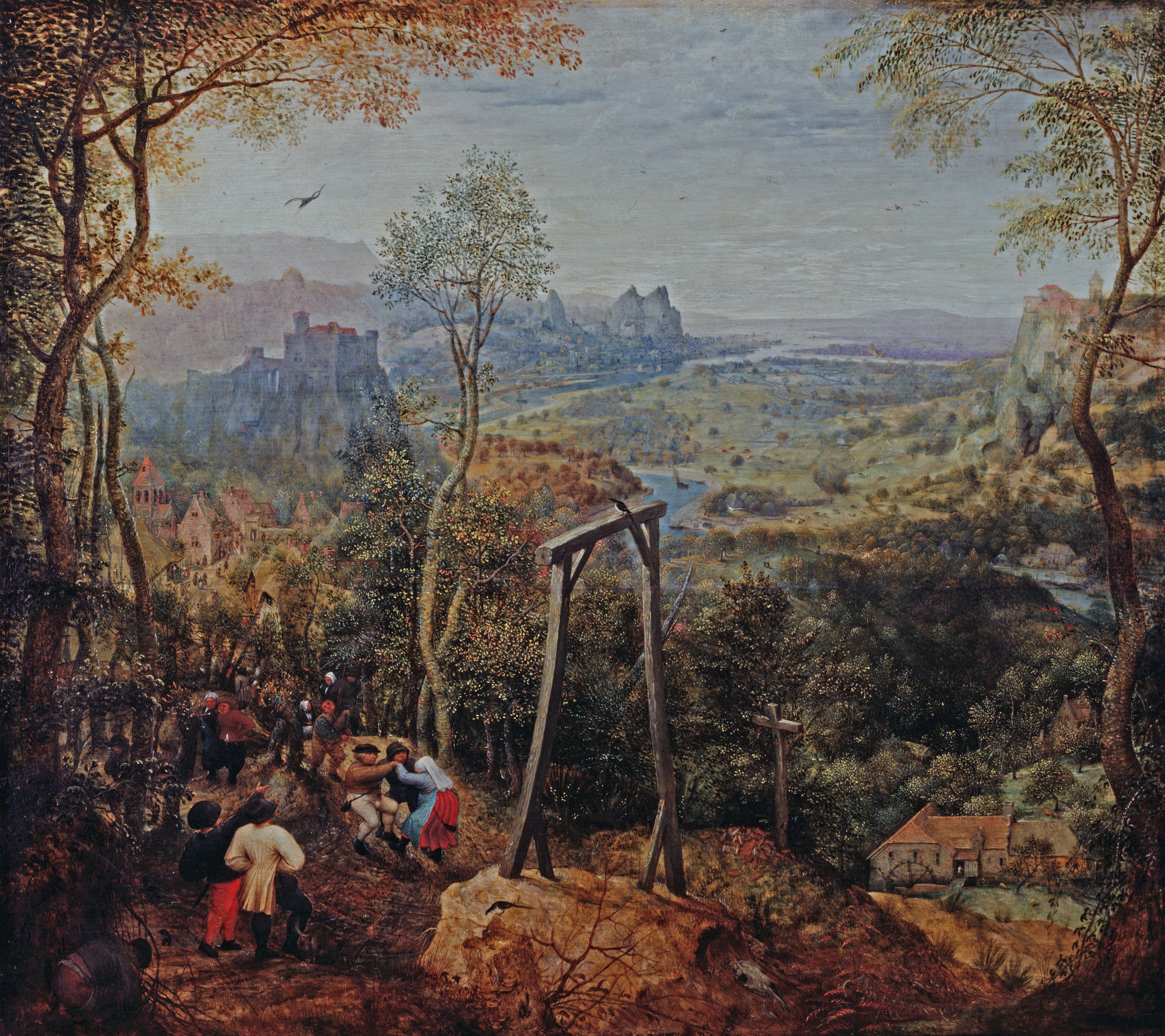
La Pie sur le gibet de Pieter Brueghel l'Ancien, 1558, Musée régional de la Hesse

L'échafaud — comme, plus tard, la guillotine — fut surnommé « l’Abbaye de Monte-à-Regret ». Cette expression date du XVIIe siècle. Nous la comprenons aujourd'hui avec son terme « regret », mais elle vient plus probablement de « à regrès », qui voulait dire « à reculons », car on faisait monter le condamné à l'envers vers la potence avant de lui passer la cravate de chanvre autour du cou.

Pendant la Révolution française, « mettre à la lanterne » s'est dit populairement pour pendre aux cordes d'un réverbère ceux que désignait la fureur populaire, sorte d'assassinat dont on cite de nombreux exemples dans les émeutes de 1789 à 1793. La populace en réclamant ces exécutions avait l'habitude de crier : À la lanterne,!
« On criait : L'abbé Maury à la lanterne ! — Eh bien, répondit-il, quand vous m'aurez mis à la lanterne, y verrez-vous plus clair ? ».

## Pendaison par pays
La pendaison est toujours un mode légal d'application de la peine de mort dans des pays de droit tels que l'Inde, la Malaisie, l'Égypte, Singapour et le Japon, de même que dans des pays islamiques suivant la charia tels que l'Iran, le Soudan et l'Arabie saoudite.

### Afghanistan
Sous les talibans, des pendaisons publiques eurent lieu en utilisant des barres de cages de football.

### Allemagne

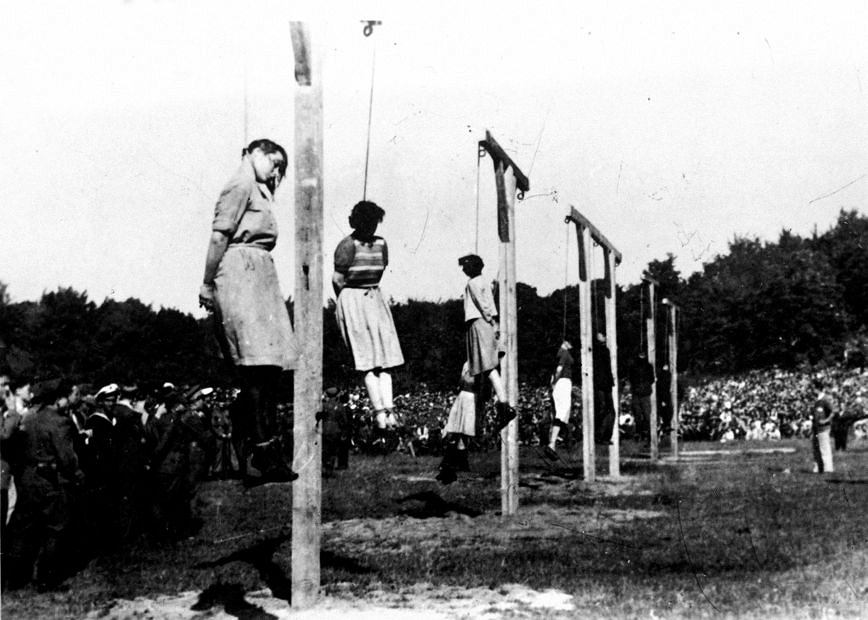
Gardiennes de camps de concentration, ici du camp de concentration du Stutthof, jugées et exécutées par pendaison en Pologne (à Biskupia Górka près de Gdańsk le 4 juillet 1946).

Dans les pays occupés par l'Allemagne nazie entre 1939 et 1945, la pendaison lente fut la méthode d'exécution publique la plus employée. Elle s'appliquait de préférence aux partisans et trafiquants du marché noir. Les corps pendaient en général plusieurs jours au gibet à la vue de tous.
Pendant l'occupation alliée de l'Allemagne, la pendaison fut appliquée à dix des douze condamnés à mort du procès de Nuremberg, ainsi qu'aux nombreux criminels de guerre retrouvés et jugés par les tribunaux internationaux. Après la signature de la capitulation, les criminels allemands furent exécutés par les méthodes propres aux forces d'occupation : les Anglais pratiquèrent la pendaison ; les Français, la décapitation par guillotine ; les Américains, le peloton d'exécution, tout comme les Soviétiques, qui pratiquaient également la pendaison pour les criminels de guerre.

### Australie
Le dernier homme exécuté par pendaison en Australie fut Ronald Ryan, le 3 février 1967.

### Autriche

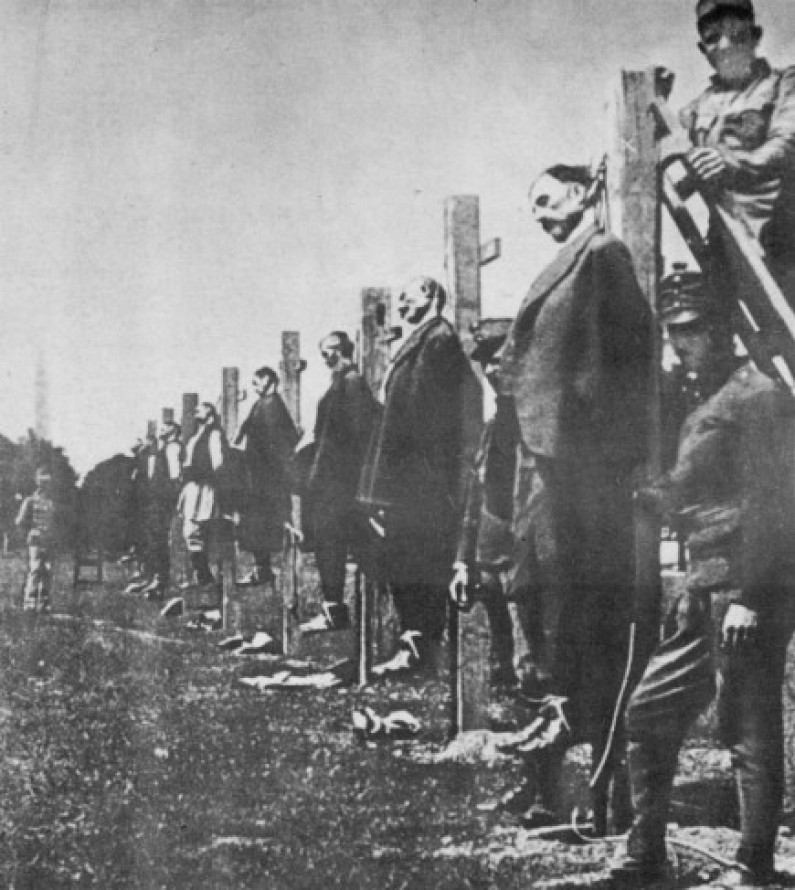
Pendaison collective de Serbes par l'armée austro-hongroise en 1916

La potence autrichienne (ou pendaison autrichienne) était spéciale et s'assimilait plus en réalité à une strangulation qu'à une pendaison. Il s'agissait d'un poteau avec un escalier pour faciliter l'accès du bourreau. Le condamné devait se mettre dos au poteau, le bourreau en chef lui mettait une corde autour du cou, fixée au sommet du poteau et la resserrait, pendant que deux assistants tiraient le supplicié par les jambes. Ainsi, aucun condamné n'avait à souffrir longtemps.
La peine de mort fut abolie en 1918, réinstaurée en 1934 et réabolie en 1968.

### Brésil
Le Brésil appliqua la peine de mort par pendaison jusqu'en 1855. Des héros nationaux, tels que Tiradentes (en 1792) subirent ce châtiment. Le dernier condamné à mort fut Manoel da Motta Conqueiro, exécuté en 1855, bien qu'il fût innocent. Après cela, la peine capitale fut abolie dans ce pays.

### Bulgarie
Vasil Levski, héros national bulgare, fut exécuté par la cour ottomane à Sofia le 19 février 1873. Depuis l’indépendance de la Bulgarie, des commémorations à la date anniversaire rassemblent des milliers de personnes au pied du monument marquant l'emplacement du gibet.

### Canada

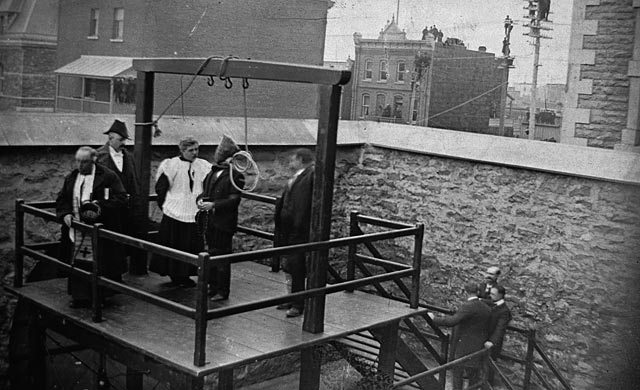
Exécution de Stanislas Lacroix, le 21 mars 1902 à Hull, au Québec.

La pendaison fut la seule méthode d’exécution au Canada, jusqu'à l'abolition de la peine de mort en 1976. La dernière pendaison publique, celle de Stanislas Lacroix, eut lieu le 21 mars 1902 dans la ville de Hull, au Québec. La toute dernière pendaison eut lieu le 11 décembre 1962.

### États-Unis

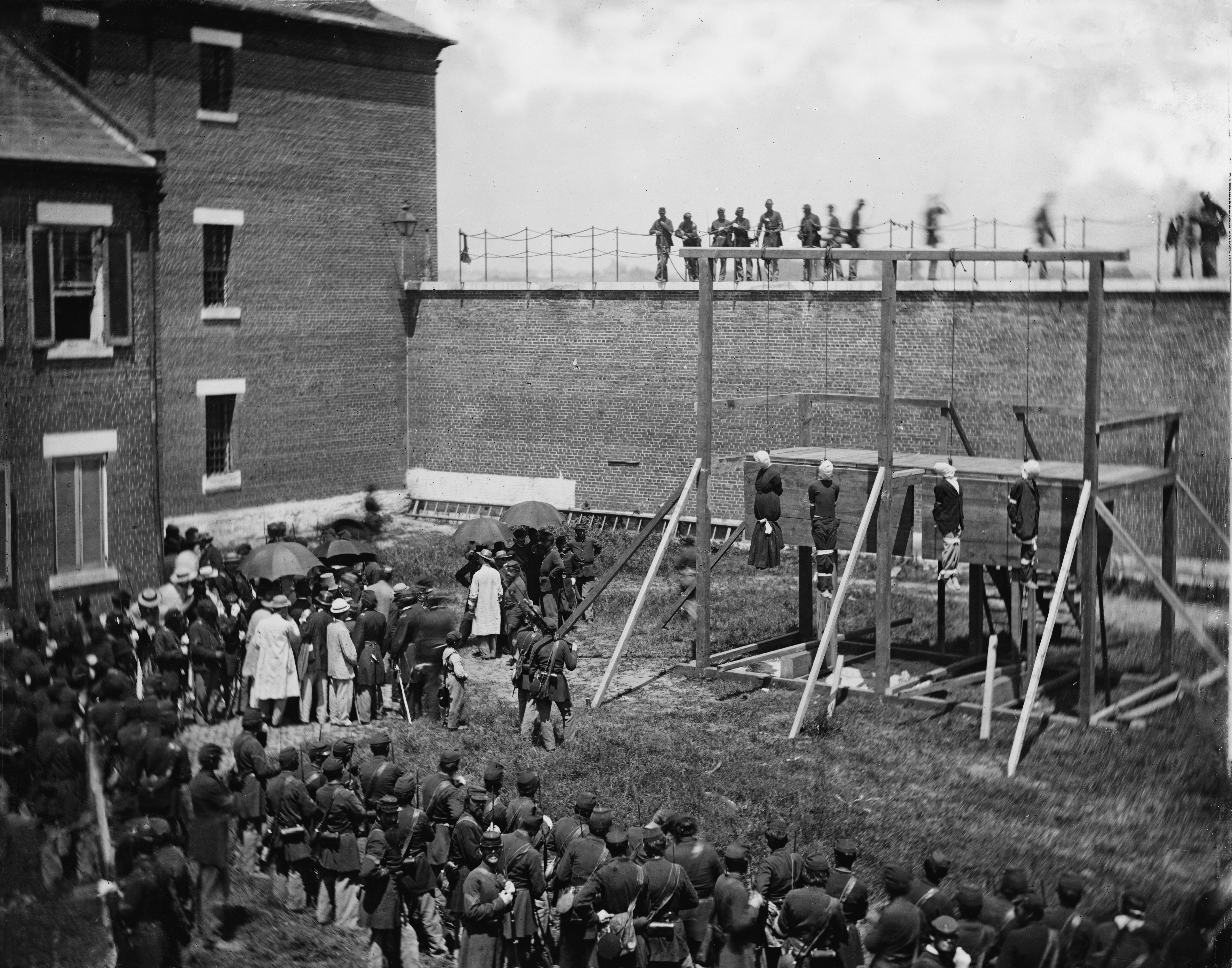
Exécution de Mary Surratt, Lewis Powell, David Herold, et George Atzerodt qui furent tous reconnus coupables par un tribunal militaire d'avoir été impliqués dans l'assassinat d'Abraham Lincoln, 7 juillet 1865

Actuellement, seul l'État de Washington peut procéder à des exécutions par pendaison, si le condamné le demande.
Après le rétablissement de la peine de mort en 1977, seuls trois condamnés, les deux premiers dans l'État de Washington ont été pendus sur l'ensemble du territoire américain. Au Delaware, la loi a changé en 1986, imposant l'injection létale, mais gardant la possibilité de pendaison pour les condamnés à mort par pendaison avant cette date. Ces derniers avaient alors le choix entre pendaison et injection létale. Billy Bailey, soumis à ce choix en 1996, opta pour la pendaison. Depuis, aucun condamné n'entre dans la catégorie au Delaware et la potence a été démontée.

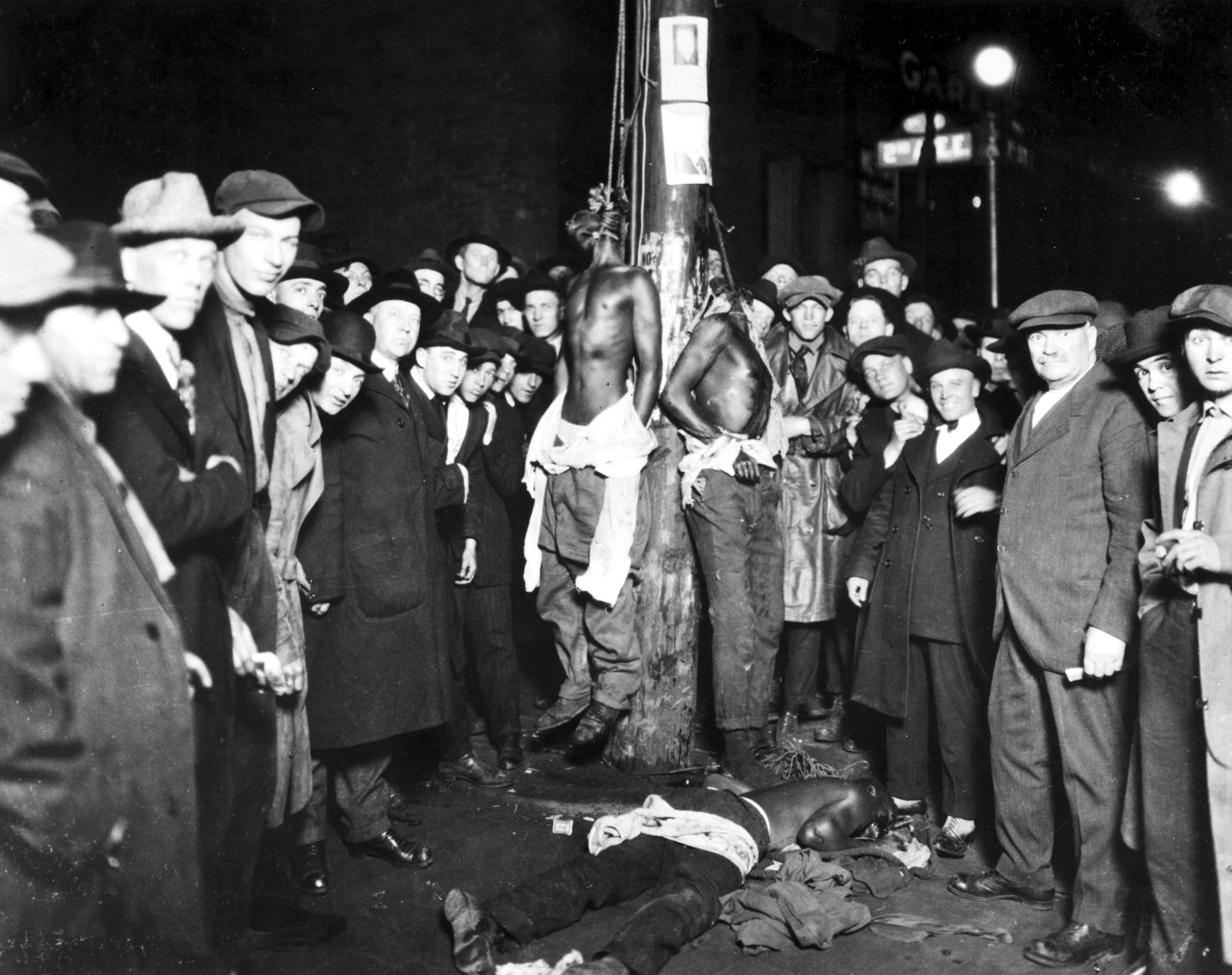
Des hommes blancs posent pour une photographie lors des lynchages de Duluth de 1920.

Le New Hampshire conserve également la pendaison dans ses textes au cas où l'injection létale serait impraticable ou anticonstitutionnelle.
D'une manière générale, pour les États pratiquant la peine de mort, la pendaison a été largement remplacée par d'autres méthodes, telles que la chaise électrique et l'injection létale.
La dernière pendaison publique légalement menée aux États-Unis fut celle de Rainey Bethea (en), le 14 août 1936 à Owensboro, dans l'État du Kentucky.

### France

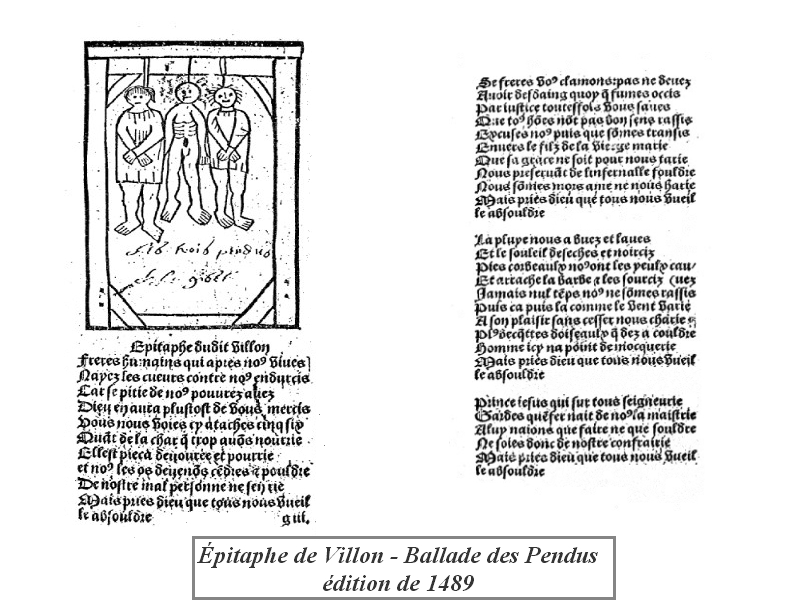
La Ballade des pendus ou Épitaphe de François Villon - fac-similé édition de 1489 par Pierre Levet

La pendaison est abolie après la Révolution française de 1789 qui n'autorise que la guillotine et le peloton d'exécution (pour les tribunaux militaires) comme modes d'exécution.
Cependant, sous la Restauration, en 1815, Grenédan et Trinquelague, deux députés ultra-royalistes de la Chambre introuvable demandèrent le retour du gibet comme garantie d'une répression prompte.

### Hongrie
En répression de l'insurrection de Budapest de 1956, le premier ministre Imre Nagy fut jugé et pendu en secret. Son corps fut incinéré sans cérémonie par le gouvernement hongrois soutenu par Moscou. Nagy fut réhabilité par la suite.

### Inde

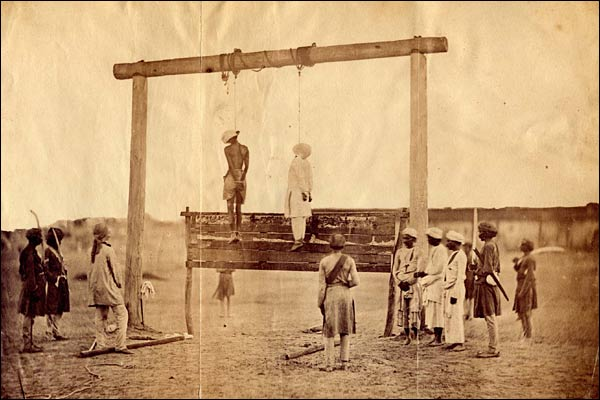
Pendaison de deux protagonistes de la Révolte des cipayes (1857)

La Cour suprême de l'Inde a circonscrit la peine de mort aux cas d'une extrême rareté. Depuis 2004, les pendus notables sont Ajmal Kasab et les quatre accusés du viol collectif de New Delhi, majeurs au moment des faits, pendus le 20 mars 2020.

### Iran
Plusieurs formes d'exécution cohabitent en Iran. En ce qui concerne la pendaison, elle est appliquée au moyen d'une grue mobile télescopique, soulevant le corps des condamnés.
L'application de la peine de mort en Iran, parfois infligée pour des affaires de mœurs, suscite souvent l'indignation, notamment en Occident.

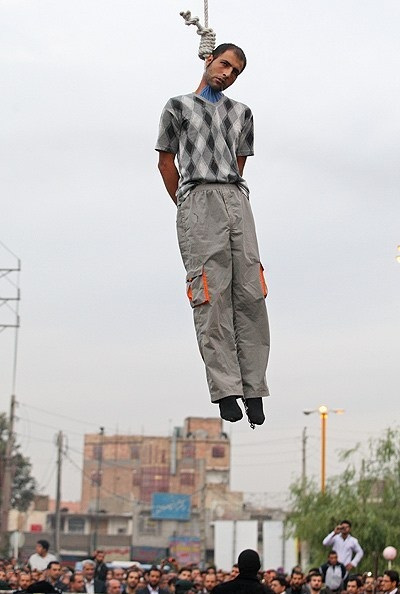
Une exécution publique d'un homme accusé de viol, Qarchak, 26 octobre 2011.

### Irak
- La pendaison était un mode d'exécution fréquent sous Saddam Hussein.
- Le 9 mars 2006, un officiel du Conseil judiciaire suprême d'Irak a confirmé l'exécution par les autorités irakiennes de treize insurgés par pendaison, les premières exécutions officielles du pays depuis la restauration de la peine de mort en 2004.
- Le 5 novembre 2006, Saddam Hussein a été condamné à la peine de mort par pendaison pour crime contre l'humanité, puis exécuté le 30 décembre 2006 à l'aube.

### Israël
La peine de mort n'a été appliqué que deux fois dans l'histoire d’Israël, la deuxième étant la pendaison en 1962 d’Adolf Eichmann, ancien fonctionnaire nazi et responsable de la « Solution finale ».

### Japon
La pendaison est le seul mode d'exécution employé au Japon. On y compte actuellement près de 130 personnes dans le couloir de la mort qui ont vu leur sentence confirmée. En juillet 2010, après des exécutions, les médias ont été autorisés à diffuser des images de la salle d'exécution du centre de détention de Tokyo. Le 26 avril 2012, deux meurtriers ont été pendus le même jour, prévenus de leur exécution seulement 30 minutes avant d'aller à la potence. Le 6 juillet 2018, le gourou de la secte Aum Shinrikyō Shōkō Asahara ainsi que six membres ont été pendus 23 ans après avoir perpétré l'attentat au gaz sarin dans le métro de Tokyo le 20 mars 1995. En 2022, un homme condamné pour le meurtre de sept personnes en 2008 est pendu.

### Royaume-Uni
La peine capitale par pendaison remonte au règne des Saxons, vers l'an 400. La liste des bourreaux débute avec le nom de Thomas de Warblynton (années 1360). Cette liste devient complète à partir des années 1500 et se termine avec les noms de Robert Leslie Stewart et Harry Allen, qui menèrent les dernières exécutions en 1964.

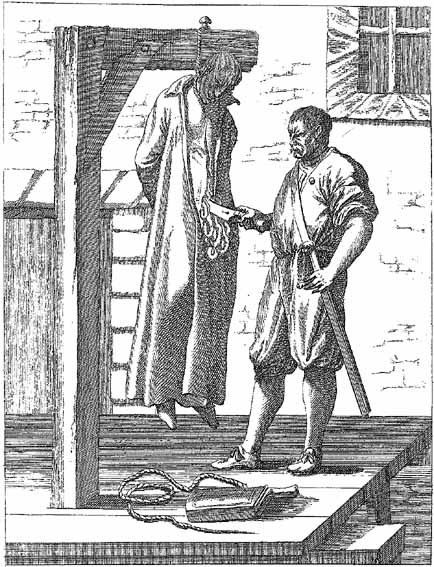
John Ogilvie fut pendu en 1615 et évisceré après avoir été torturé pour avoir refusé d'abjurer sa foi catholique et de se convertir au protestantisme

La peine de mort pour meurtre est abolie par le Parlement britannique en 1965, et, grâce à l'introduction de la loi sur les Droits de l'Homme en 1998, la peine de mort fut abolie pour tous les crimes, civils et militaires.
La dernière femme exécutée par pendaison est Ruth Ellis, le 13 juillet 1955, par Albert Pierrepoint, célèbre bourreau anglais du XXe siècle.

### Saint-Christophe-et-Niévès
Dans les Caraïbes, Saint-Christophe-et-Niévès pratique la peine de mort par pendaison sur une ancienne potence du XIXe siècle. En décembre 2008, le pays a pendu Charles Laplace (en) pour meurtre. N'ayant pas de bourreau sur l'île, un homme, Simeon Govia, s'est porté volontaire sans avoir aucune formation.

### Singapour
À Singapour, la pendaison se fait selon la méthode du long-drop en condamnation de crimes tels que le trafic de drogue, les enlèvements ou la possession illégale d'armes à feu. Les exécutions ont généralement lieu le vendredi matin. Parmi les cas les plus récents :
- Nguyen Tuong Van, un jeune Australien de 25 ans, a été pendu le 2 décembre 2005 pour trafic de drogue en 2002. Les nombreux soutiens (gouvernement australien, Amnesty International) n'ont pas suffi à infléchir la décision des autorités singapouriennes ;
- un jeune Malaisien de 24 ans, Took Leng Hown, a été pendu pour meurtre le 2 novembre 2006.

### Syrie

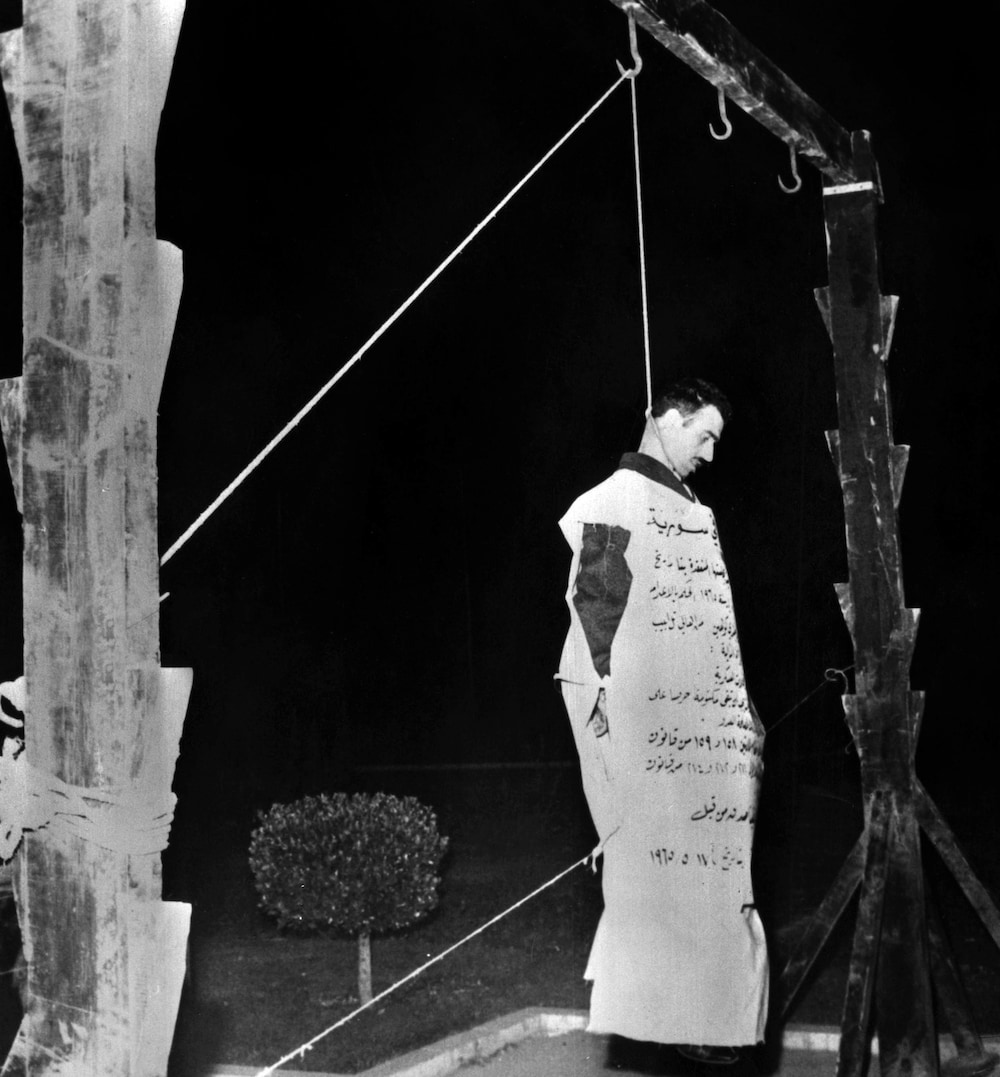
Eli Cohen, espion israélien pendu publiquement en Syrie le 18 mai 1965

Dans un rapport publié le 7 février 2017, Amnesty International estime qu'environ 5 000 à 13 000 opposants au régime syrien ont été pendus dans la prison de Saidnaya entre septembre 2011 et décembre 2015, au cours de la guerre civile syrienne.

### Tchécoslovaquie
- Le 12 mars 1975, Olga Hepnarová, qui avait tué huit personnes, est exécutée par pendaison à la prison de Pankrác, à Prague : c'est la dernière femme à avoir été exécutée en Tchécoslovaquie.
- Le 7 août 1986, le tueur en série Ladislav Hojer est exécuté par pendaison à la prison de Pankrác.
- Le 2 février 1989, le meurtrier Vladimír Lulek (en), qui avait tué sa femme et leurs quatre enfants, est exécuté par pendaison à la prison de Pankrác.
- Le 8 juin 1989, le meurtrier Štefan Svitek, qui avait tué sa femme enceinte et leurs deux filles, est exécuté à Bratislava.

### URSS

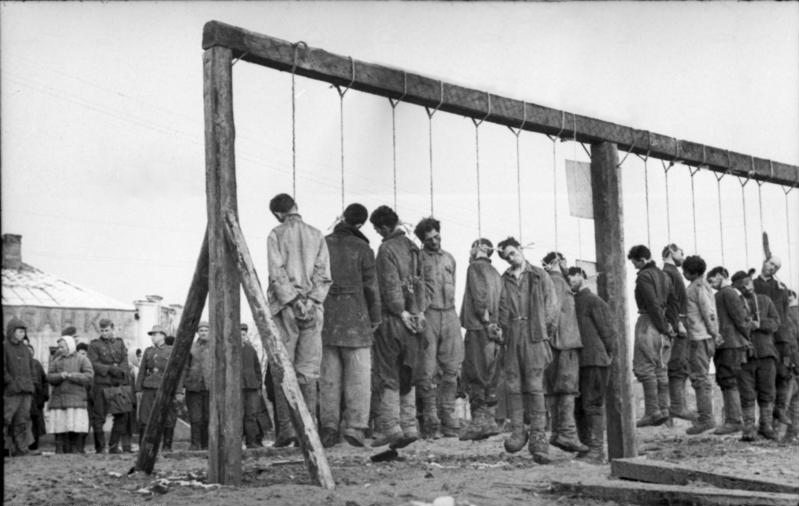
Partisans soviétiques présumés pendus par les Allemands en Russie en 1943

En Union soviétique, les derniers condamnés à mort par pendaison furent Andreï Vlassov et onze autres officiers de son armée, le 1er août 1946. Ce mode d'exécution était réservé dans ce pays aux crimes de guerre.

## Dans la culture populaire

### Bande dessinée
Dans Lucky Luke, Morris et ses successeurs montrent plusieurs fois des pendaisons.
Dans le 8e album L'Heure du Tigre de Largo Winch, Simon échappe de peu à la mort par pendaison.
Dans le 30e album Signé Olrik de Blake et Mortimer, Olrik fait un cauchemar où il subit la peine capitale.
Dans Tintin en Amérique, Tintin échappe de peu à la pendaison.

### Cinéma
Plusieurs films de western et de western spaghettis montrent des pendaisons : Pendez-les haut et court (1968), Le Bon, la Brute et le Truand (1966), Il était une fois dans l'Ouest (1968).